# Sbor Církve adventistů sedmého dne v Liberci
Sbor Církve adventistů sedmého dne v Liberci se schází v kostele sv. Vincence z Pauly na adrese U Jánského kamene 576/3, v Liberci. Sbor vznikl v roce 1907.
Současným kazatelem je br. Marek Jonáš, který je zároveň kazatelem ve sboru v Rumburku. 
Sbor se schází na bohoslužby pravidelně každou sobotu v 9:30. Na začátku je vždy studium Písma svatého, tzv. „Sobotní škola“ a poté sbor pokračuje v 11:00 chvalozpěvy a kázáním.V 16:00 pokračuje odpolední bohoslužba v ruském jazyce.